# Knautia longifolia
Knautia longifolia är en tvåhjärtbladig växtart som först beskrevs av Franz de Paula Adam von Waldstein-Wartemberg och Kit., och fick sitt nu gällande namn av Johann Friedrich Wilhelm Koch. Knautia longifolia ingår i släktet åkerväddar, och familjen Dipsacaceae. Inga underarter finns listade i Catalogue of Life.

## Bildgalleri

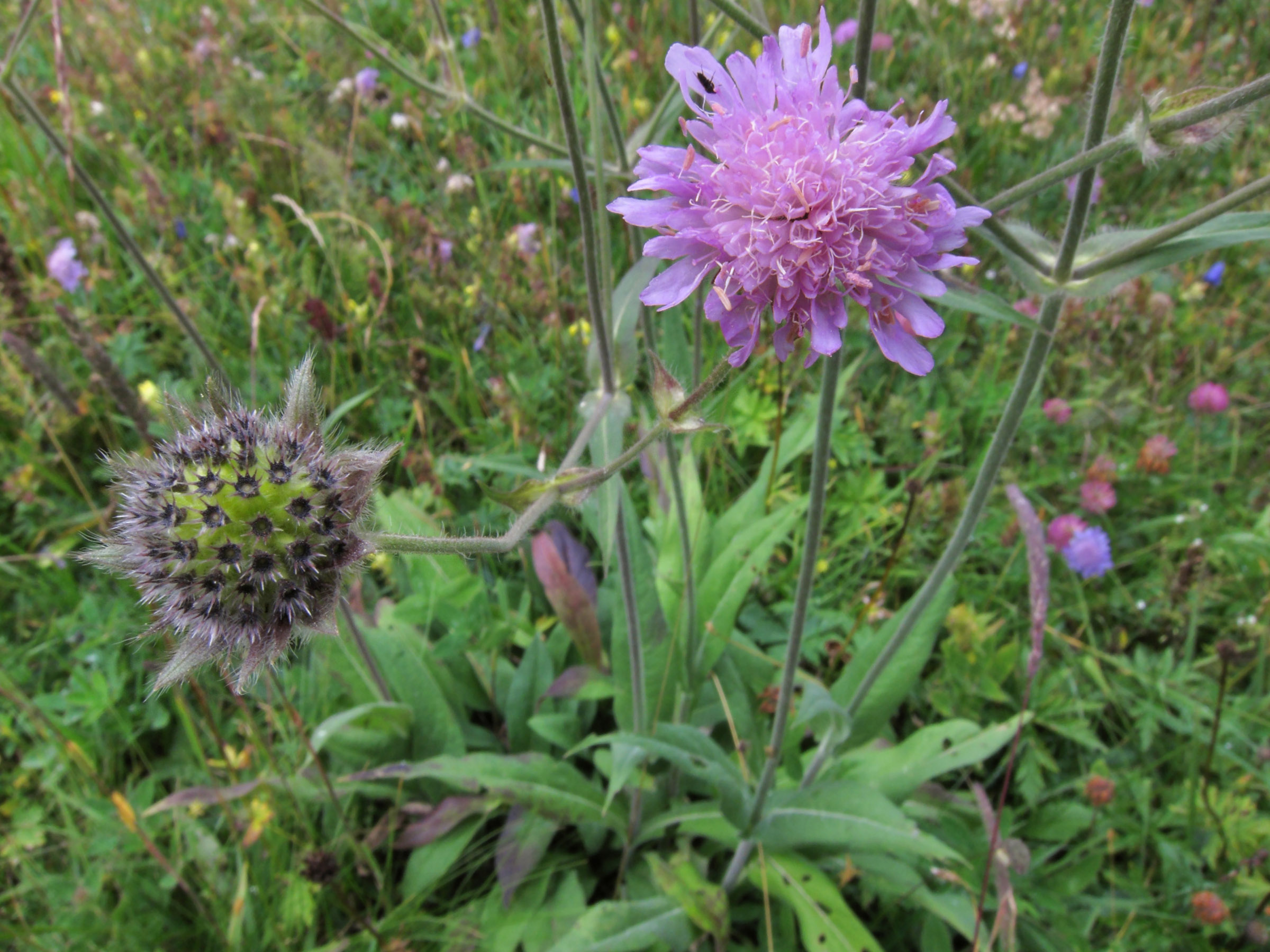